# Espora

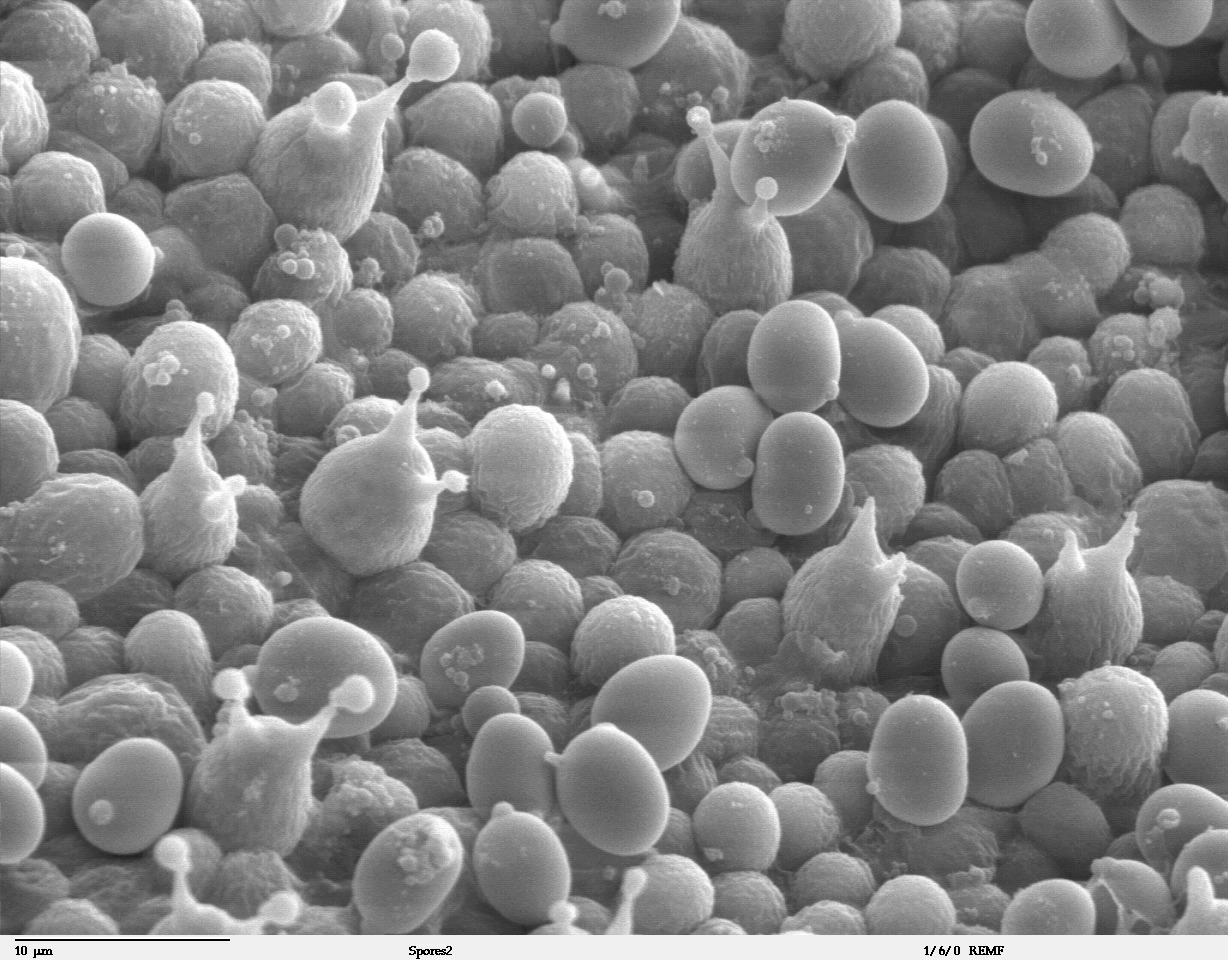
Esporas del hongo Agaricus bisporus brotando. Imagen de microscopio electrónico de barrido.

En biología, el término espora designa un cuerpo microscópico unicelular o pluricelular que se forma con fines de dispersión y supervivencia por largo tiempo (dormancia) en condiciones adversas, y que generalmente es una célula haploide. En muchos seres eucariotas, es parte fundamental de su reproducción, originándose un nuevo organismo al dividirse por mitosis (especialmente en hongos) o meiosis (plantas), sin tener que fusionarse con otra célula, mientras que en algunas bacterias se trata en cambio de una etapa inactiva, resistente a la desecación y con fines de supervivencia no reproductivos. El término deriva del griego σπορά (sporá), "semilla".
La espora es un elemento importante en los ciclos vitales biológicos de plantas, hongos, algas y algunos protozoos, los cuales suelen producir las esporas en estructuras denominadas esporangios. En las plantas, las esporas son los gametofitos dentro de su ciclo de vida y permiten al mismo tiempo la dispersión de los propágulos. La mayoría de los hongos producen esporas; aquellos que no lo hacen se denominan hongos asporógenos.

## Clasificación de las esporas
Las esporas se pueden clasificar según su función, estructura, origen del ciclo vital o por su movilidad:

### Por su función
Las diásporas son unidades de dispersión de los hongos, musgos y algunas otras plantas. En hongos, las clamidosporas son esporas multicelulares de pared gruesa resultado de reproducción asexual y las zygosporas son la parte sexual, pues se dividen por meiosis cuando logra condiciones para germinar. Los hipnozigotos de los hongos zigomicetos son producidos por vía sexual y pueden dar lugar a una conidiospora (“zygosporangium”) asexual.

### Por su origen durante el ciclo biológico
Una meiospora es el producto de la meiosis (la etapa citogenética crítica de la reproducción sexual), lo que significa que es haploide y que dará lugar a una célula o individuo haploide. Esto es característico en los ciclos vitales de plantas y algas.
Una mitospora se produce por un mecanismo de esporulación y se propaga por un medio asexual como resultado de la mitosis. La mayoría de los hongos producen mitoesporas.

### Motilidad
La motilidad es la capacidad de moverse autónoma y espontáneamente. Las esporas se dividen según puedan moverse o no. La zoospora puede moverse por medio de uno o más flagelos y se pueden encontrar en algunas algas y hongos. En tanto la autoespora no puede moverse y no tiene el potencial de desarrollar ningún flagelo. Las balistosporas se descargan activamente del cuerpo fructífero (tal como la seta). La estatismospora no se descarga activamente del cuerpo fructífero, como en el pedo de lobo.

## Anatomía externa

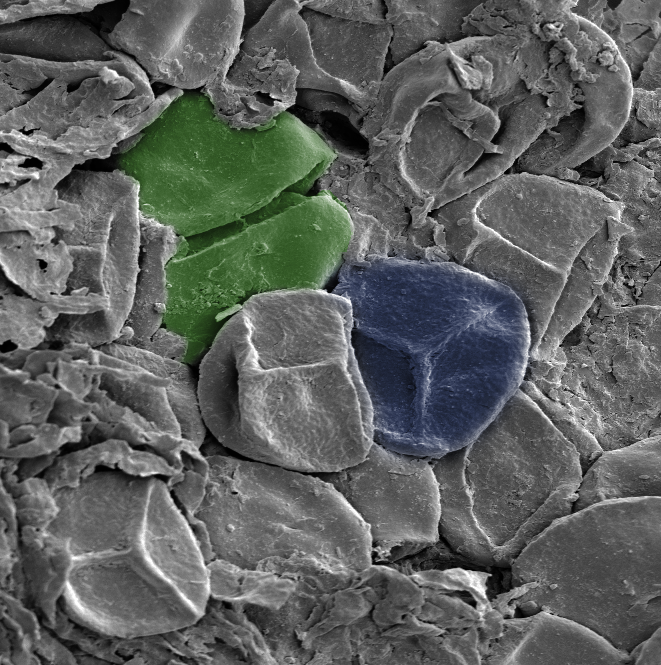
Esporas fósiles de trilete (azul) y una tétrada de esporas (verde) de origen Silúrico tardío.

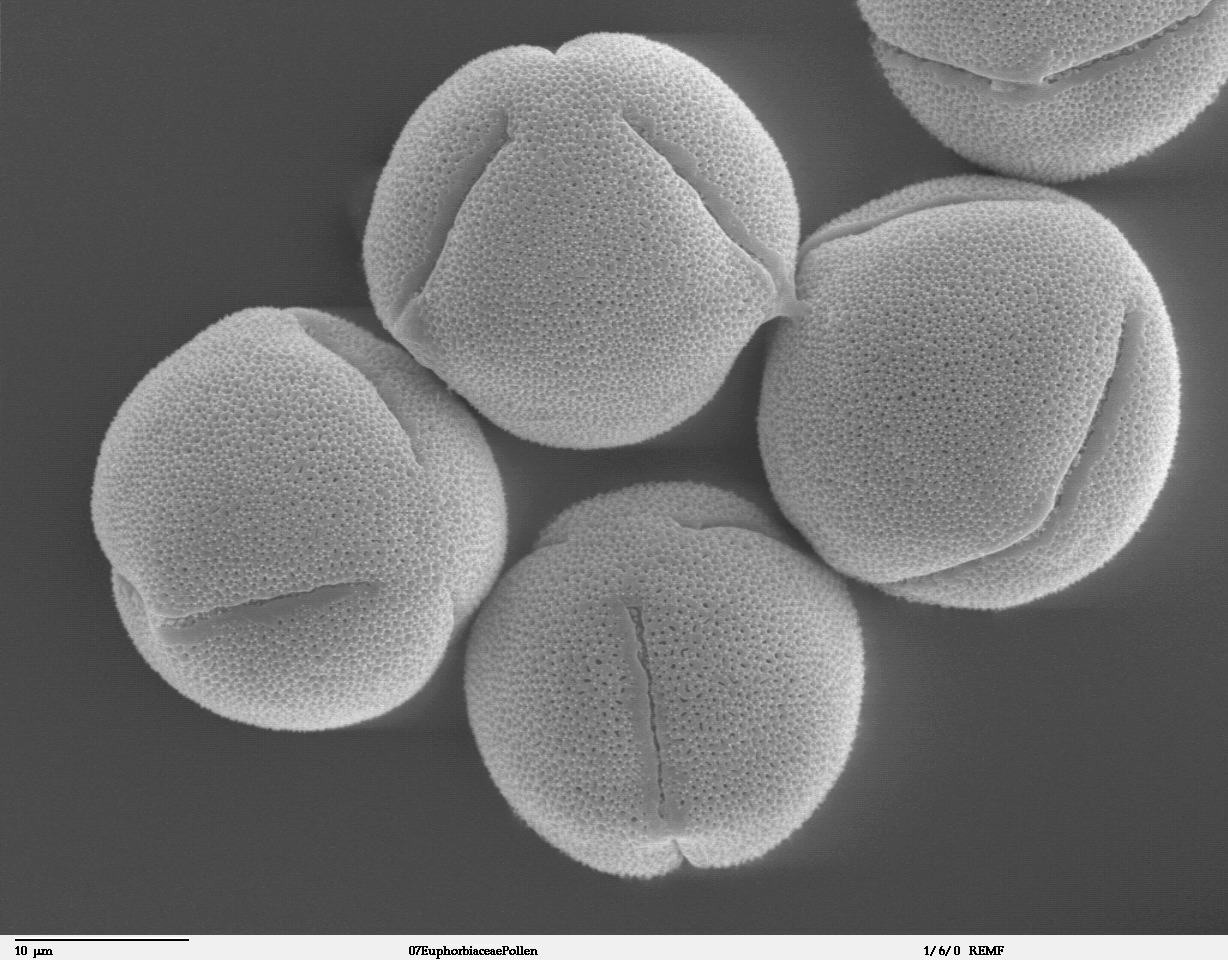
Polen tricolpado de Ricinus.

Observadas mediante un microscopio las esporas suelen presentar complejos dibujos u ornamentaciones en sus superficies exteriores. Se ha desarrollado una terminología especializada para describir las características de dichos patrones. Algunas marcas representan aberturas, lugares por los que puede penetrar la dura capa exterior de la espora cuando se produce la germinación. Las esporas pueden clasificarse según la posición y el número de estas marcas y aberturas. Las esporas aleteas no muestran líneas. En las esporas monolete, hay una única línea estrecha (laesura) en la espora. Indicando el contacto previo de dos esporas que finalmente se separaron.  En las esporas trilete, cada espora muestra tres líneas estrechas que irradian desde un polo central. Esto demuestra que cuatro esporas compartieron un origen común y estuvieron inicialmente en contacto entre sí formando un tetraedro.  Una abertura más ancha en forma de surco puede denominarse colpus'. El número de colpos distingue los principales grupos de plantas. Las Eudicotas tienen esporas tricolpadas (es decir, esporas con tres colpos).

### Tétradas de esporas y esporas trilete
Las tétradas de esporas envueltas se consideran la evidencia más antigua de vida vegetal en tierra, que data del Ordovícico medio (Llanvirn temprano, ~470 millones de años), un período del que aún no se han recuperado macrofósiles. Las esporas trilete individuales parecidas a las de las plantas criptógamas modernas aparecieron por primera vez en el registro fósil a finales del período Ordovícico.

## Esporas de las plantas

Esporas producidas en un ciclo de vida vegetal, donde hay alternancia haplonte (n) - diplonte (2n).

Las plantas se caracterizan por tener un ciclo vital con alternancia de generaciones, una generación esporofítica y una gametofítica. Ciertas células de los esporófitos producen esporas haploides por meiosis. Estas esporas se desarrollarán hasta convertirse en gametofitos. Un ejemplo es el gametofito de las plantas vasculares más altas (angiospermas y gimnospermas), que son meiosporas de dos tipos:
- Microspora: Espora masculina que da lugar al polen
- Macrospora: Espora femenina que da lugar a los óvulos, que se encuentran dentro de la flor y conos de la conífera; tales plantas logran la dispersión por medio de la semilla.

### Diásporas
En el caso de las plantas vasculares como los helechos, la dispersión anemócora proporciona una gran capacidad de distribución de las esporas. También, las esporas son menos propicias para la depredación animal que las semillas porque no contienen casi ninguna reserva de alimento, pero son más propicias para la depredación por hongos y bacterias. Su principal ventaja es que, de todas las formas de reproducción, las esporas requieren menos energía y materiales para producirse. Las esporas de las plantas vasculares son siempre haploides, pudiendo ser isosporas (homosporas) o heterosporas. Las heterosporas, presentes por ejemplo en las selaginellas, isoetes y algunos helechos acuáticos, producen esporas de dos tamaños: las esporas más grandes (megasporas) producen gametófitos femeninos y las más pequeñas (microsporas) producen gametófitos masculinos. Las esporas pueden ser de dos tipos atendiendo a las marcas de desarrollo: monoletas o triletas. En las monoletas, hay una sola línea elevada en la espora que indica el eje a lo largo del cual la célula madre de las esporas se dividió. En las esporas triletas, las cuatro esporas comparten un origen común, se disponen según un tetraedro y entran en contacto en tres caras separadas por tres carenas que irradian de un punto central (en Y).

## Esporas de las algas
Esporas de gran diversidad y otros propágulos juegan un rol central en la mayoría de algas multicelulares, afectando su ecología. Los fósiles más antiguos son esporangios de algas rojas de hace 1200 millones de años. Se presentan esporas en algas verdes, rodofitas, heterocontofitas y cloraracniofitas.

## Esporas de hongos

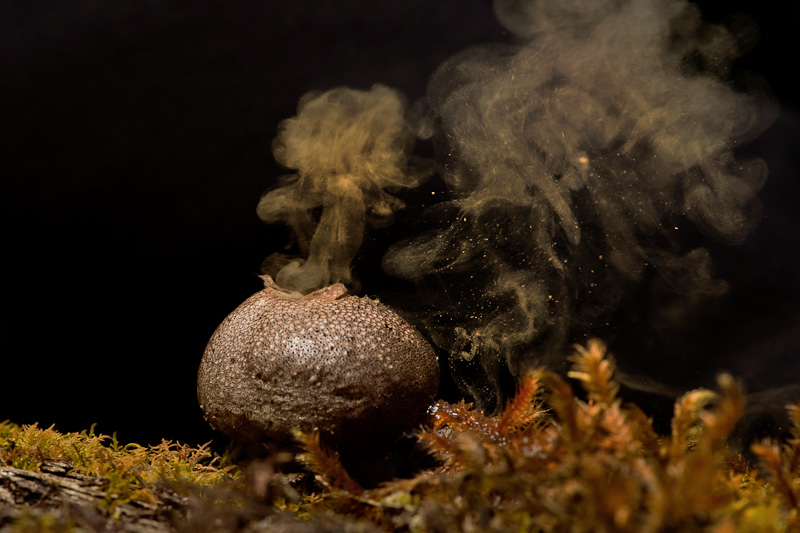
Expulsión de basidiosporas en el hongo pedo de lobo.

En los hongos y pseudohongos, son a menudo clasificados por las estructuras productoras de esporas. Estas esporas suelen tener características propias de un taxón en particular. Principales tipos de esporas:
- Ascospora: Producidas en ascas, específicamente en los ascomicetos.
- Basidiospora: Producidas en los basidios de los basidiomicetos.
- Conidio: Esporas asexuales producidas en los conidióforos de los hongos imperfectos (deuteromicetos).
- Ecidiospora: Producidas por ejemplo en Puccinia, donde hay alternancia con la producción de basidiosporas.
- Esporangiospora: Como las producidas por los esporangios de muchos zigomicetos.
- Glomerosporaː Producidas por los glomeromicetos
- Teliospora: Producidas en los basidios de algunos basidiomicetos.
- Zigospora: Producidas en zigosporangios de zigomicetos.
- Zoospora: Esporas flageladas producidas por los hongos primitivos como quitridios y opistosporidios.

## En pseudohongos
Las oosporas forman parte del ciclo sexual de los oomicetes.

## Esporas bacterianas

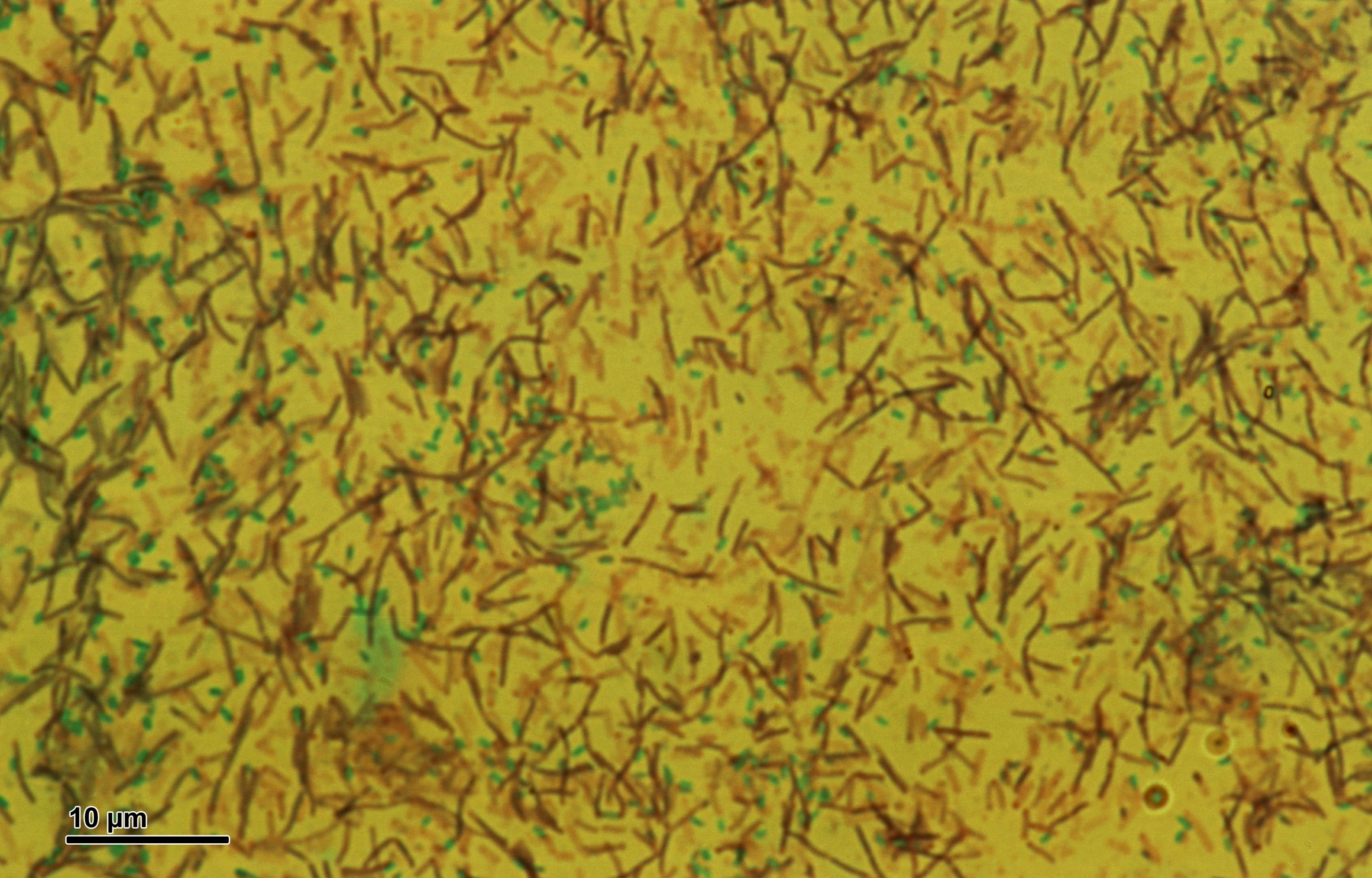
Usando la tinción de Schaeffer-Fulton que contiene verde malaquita, se observan las endosporas de color verde y más pequeñas que las células activas.

Las esporas bacterianas son características de ciertas bacterias, que por lo general desarrollan una sola espora por cada célula. En este caso la formación de esporas no es un tipo de reproducción definitiva; estas células pueden resistir la destrucción en un medio hostil o desfavorable. Son diversas bacterias terrestres, especialmente Gram positivas, las que pueden inducirse al estado de espora mediante un mecanismo llamado esporulación, logrando así resistencia contra la desecación, trituración, escasez de nutrientes, frío, calor, radiación (UV, X, γ), sal, oxidantes, desinfectantes, pH extremo, etc., debido a su cubierta dura e impermeable. Es un estado inactivo o latente en el que no crece y no hay reproducción, pues de una bacteria se produce una sola espora. Su activación en condiciones favorables se denomina germinación. Hay 3 tipos de esporas bacterianas:
- Endospora: Es propia de varias bacterias Bacillota y se forma al interior de la célula. Entre ellas tienen mayor importancia médica Bacillus y Clostridium. Un ejemplo son las endosporas que se usaron en los ataques con carbunco en 2001.
- Exospora: Es característica de algunas actinobacterias y se forma externamente por gemación de un micelio filamentoso bacteriano, como en Actinomyces y Streptomyces, análogamente a los conidios de los hongos. Son menos resistentes que las endobacterias y su estructura también es muy diferente.
- Acineto: Es típico de algunas cianobacterias, formándose por aumento de su tamaño, densidad, reserva alimenticia y engrosamiento de su pared, especialmente en Nostocales y Stigonematales. Son menos resistentes que las endobacterias pero protegen bien de la congelación invernal.

## Dispersión
En los hongos, las esporas o esporangiosporas tanto asexuales como sexuales de muchas especies fúngicas se dispersan activamente por eyección forzosa de sus estructuras reproductivas. Esta eyección asegura la salida de las esporas de las estructuras reproductoras, así como su desplazamiento por el aire a grandes distancias. Por ello, muchos hongos poseen mecanismos mecánicos y fisiológicos especializados, así como estructuras en la superficie de las esporas, como hidrofobinas, para la eyección de esporas. Estos mecanismos incluyen, por ejemplo, la descarga forzosa de ascosporas permitida por la estructura del ascus y la acumulación de osmolitos en los fluidos del ascus que conducen a la descarga explosiva de las ascosporas en el aire. 
La descarga forzosa de esporas individuales denominadas balistosporas implica la formación de una pequeña gota de agua (basidio), que al entrar en contacto con la espora provoca la liberación de su proyectil con una aceleración inicial de más de 10.000 g.  Otros hongos recurren a mecanismos alternativos para la liberación de esporas, como fuerzas mecánicas externas, ejemplificadas por polveras. Atraer insectos, como moscas, a las estructuras fructíferas, en virtud de sus vivos colores y olor pútrido, para la dispersión de esporas fúngicas es otra estrategia, utilizada principalmente por los falos hediondos.
En el musgo alisador común (Atrichum undulatum), se ha demostrado que la vibración del esporofito es un mecanismo importante para la liberación de esporas.
En el caso de las plantas vasculares que desprenden esporas, como los helechos, la distribución por el viento de esporas muy ligeras proporciona una gran capacidad de dispersión. Además, las esporas están menos expuestas a la depredación animal que las semillas porque casi no contienen reservas alimenticias; sin embargo, están más expuestas a la depredación fúngica y bacteriana. Su principal ventaja es que, de todas las formas de progenie, las esporas son las que requieren menos energía y materiales para producirse.
En la Selaginella lepidophylla, la dispersión se logra en parte por un tipo inusual de diáspora, un estepicursor. 

## Origen
Se han encontrado esporas en microfósiles que datan de mediados del período Ordovícico tardío. Dos hipótesis sobre las funciones iniciales de las esporas se refieren a si aparecieron antes o después que las plantas terrestres. La hipótesis más estudiada es que las esporas fueron una adaptación de las primeras especies de plantas terrestres, como los embriofitos, que permitió a las plantas dispersarse fácilmente mientras se adaptaban a su entorno no acuático. Esto se ve particularmente apoyado por la observación de una gruesa pared de esporas en criptoesporas. Estas paredes de esporas habrían protegido a los posibles criptoesporas. Estas paredes de esporas habrían protegido a la descendencia potencial de los elementos climáticos novedosos. La segunda hipótesis más reciente es que las esporas fueron un predecesor temprano de las plantas terrestres y se formaron durante errores en la meiosis de las algas, un hipotético antepasado temprano de las plantas terrestres.
Tanto si las esporas surgieron antes como después que las plantas terrestres, sus aportaciones a temas en campos como la paleontología y la filogenética vegetal han sido útiles. Las esporas que se encuentran en los microfósiles, también conocidas como criptosporas, están bien conservadas debido al material fijo en el que se encuentran, así como a lo abundantes y extendidas que estaban durante sus respectivos periodos de tiempo. Estos microfósiles son especialmente útiles a la hora de estudiar los primeros periodos de la Tierra, ya que los macrofósiles, como las plantas, no son comunes ni están bien conservados. Tanto las criptosporas como las esporas modernas tienen una morfología diversa que indica las posibles condiciones ambientales de periodos anteriores de la Tierra y las relaciones evolutivas de las especies vegetales.